# Pfälzer Würstchen

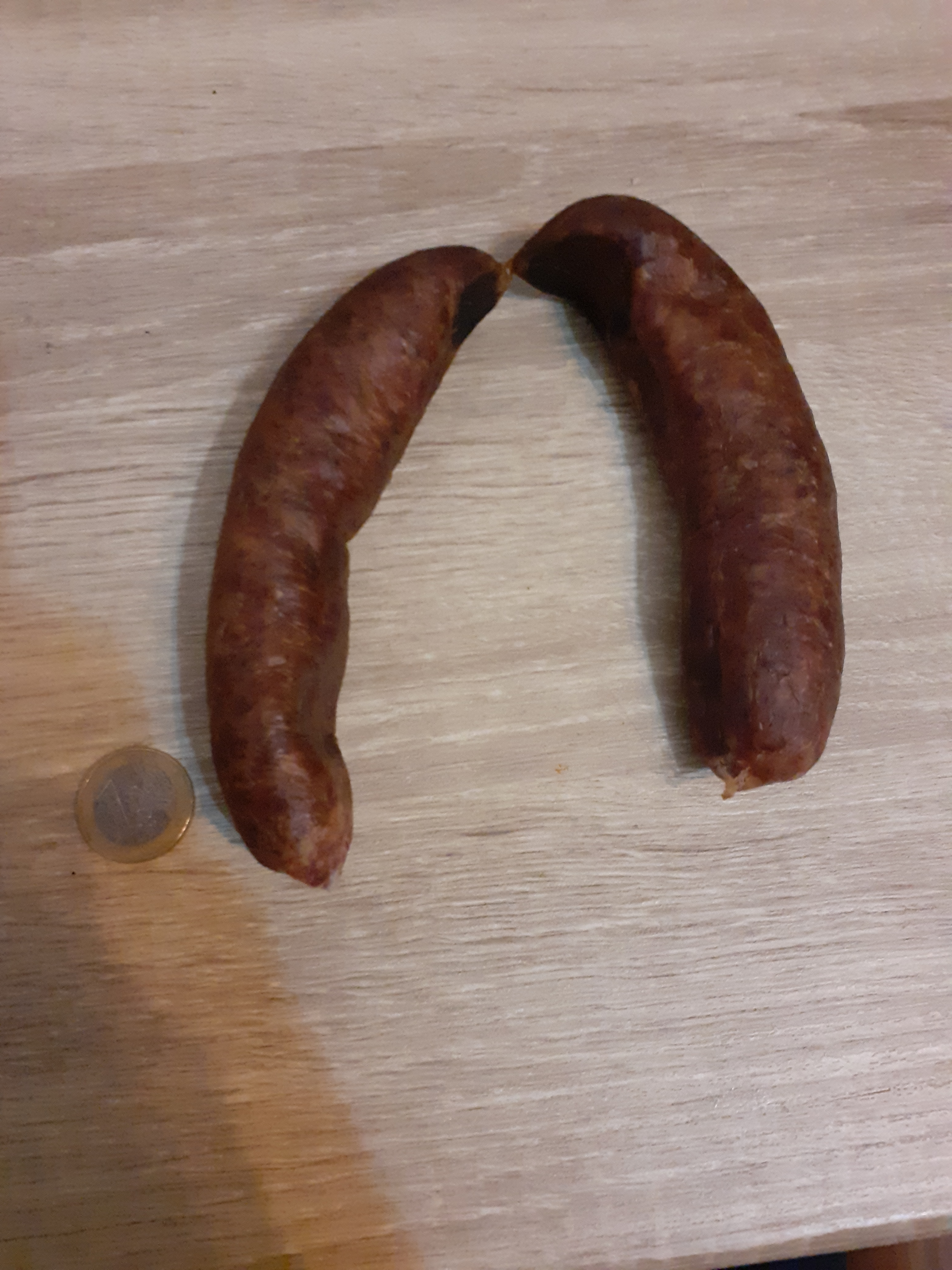
2 schwarzgeräucherte Pfälzer

Pfälzer Würstchen sind eine Brühwurstsorte aus der Oberpfalz.
Für die Herstellung verwendet man Schweinefleisch und Schweinebauch. Diese werden grob gewolft und mit Nitritpökelsalz, Pfeffer, Zitronenpulver und Mazis (Muskat) gewürzt. Anschließend gibt man sie gemeinsam mit rohen geriebenen Küchenzwiebeln und Aufschnitt-Grundbrät in einen Kutter und vermengt die Zutaten kurz. Die Masse füllt man in dünne Schweinedärme zu Würsten von 100 g. Die werden anschließend heißgeräuchert und in heißem Wasser bzw. Dampf gegart.
Eine bekannte Variante sind Ravensburger Würstchen, bei denen zur Hälfte Brät aus Rindfleisch verwendet wird. Für Kräuterbockwürstchen gibt man außerdem Majoran hinzu und verzichtet auf die Verwendung von Zwiebeln.